# Distrito de Pachamarca
El Distrito peruano de Pachamarca es uno de los once distritos que conforman la provincia de Churcampa, ubicada en el Departamento de Huancavelica, bajo la administración del Gobierno Regional de Huancavelica, en la zona de los Andes centrales del Perú.   Limita por el norte con el Departamento de Ayacucho; por el sur con los distritos de Paucarbamba y San Pedro de Coris; y, por el oeste con el Distrito de Paucarbamba.
Desde el punto de vista jerárquico de la Iglesia católica, forma parte de la diócesis de Huancavelica.

## Historia
La fecha de creación de este distrito, por Ley N.º 15513, del 23 de abril de 1965, dada en el primer gobierno del Presidente Fernando Belaúnde Terry, es el 23 de abril de 1965.

## Geografía
La población total en este distrito es de 4 244 personas y tiene un área de 160,06 km².

## Autoridades

### Municipales
- 2019 - 2022[7]
  - Alcalde: Felimón Pezúa Estrada, del Movimiento Regional Ayni.
  - Regidores:

  1. Froilán Soller Villalva (Movimiento Regional Ayni)
  2. Raúl Ademix Crespín Ledesma (Movimiento Regional Ayni)
  3. Cristina Cabezas Huincho (Movimiento Regional Ayni)
  4. Rey Elmer Muñoz Alanya (Movimiento Regional Ayni)
  5. Edgar Santos Quispe (Movimiento Independiente Trabajando para Todos)

Alcaldes anteriores
- 1999 - 2002: Ernesto Justo Barrientos García, del Movimiento Independiente Somos Perú.
- 2003 - 2006: Juan Claudio Blas, del Movimiento Independiente "Fortaleza".
- 2007 - 2010: Cirilo Barros Herrera, de Acción Popular.
- 2011 - 2014: Leonardo Durán Hidalgo, del Movimiento Independiente Trabajando para Todos.
- 2015 - 2018: Orlando Barros Marín, del Movimiento Regional Ayni.

### Policiales
- Comisario:  PNP.